# Васильєва Ганна Павлівна
Га́нна Па́влівна Васи́льєва (1897, місто Москва, тепер Російська Федерація — 1962, місто Москва, тепер Російська Федерація) — радянська діячка. Член Центральної контрольної комісії ВКП(б) у 1924—1927 роках. Член ВЦВК.

## Життєпис
Народилася в родині робітника. Працювала робітницею на московських заводах.
З 1913 року проводила революційну роботу. Член РСДРП(б) з 1915 року. 
Учасниця Жовтневого перевороту 1917 року в Москві.
З 1917 року — у відділі охорони материнства та дитинства Рогозько-Симонівської районної ради Москви.
З 1918 по 1919 рік — в Червоній армії, служила в особливому відділі 9-ї Української бригади 13-ї армії РСЧА.
У 1919 році заарештована денікінцями, деякий час була у в'язниці, потім звільнена через відсутність доказів, перебувала на лікуванні.
У 1919—1921 роках — у Червоній армії, учасниця громадянської війни в Росії. У 1919 році служила в 5-й армії РСЧА, брала участь у боях проти військ адмірала Колчака. З весни 1920 року — помічник військового комісара санітарної служби 6-ї кавалерійської дивізії 1-ї Кінної армії РСЧА на Західному фронті. Потім воювала проти військ барона Врангеля в Криму.
У 1921—1924 роках — робітниця-ізолювальниця, член заводського комітету заводу «Динамо» в Москві.
У 1924—1928 роках — в апараті Центральної контрольної комісії РКП(б) (ВКП(б)).
У 1928—1934 роках — в апараті Московської обласної контрольної комісії ВКП(б).
У 1937 році закінчила Вищі курси марксизму-ленінізму в Москві.
Потім працювала у Пролетарському районному комітеті ВКП(б) міста Москви.
З 1956 року — персональна пенсіонерка в Москві.
Померла 1962 року в Москві. 